# Pexito

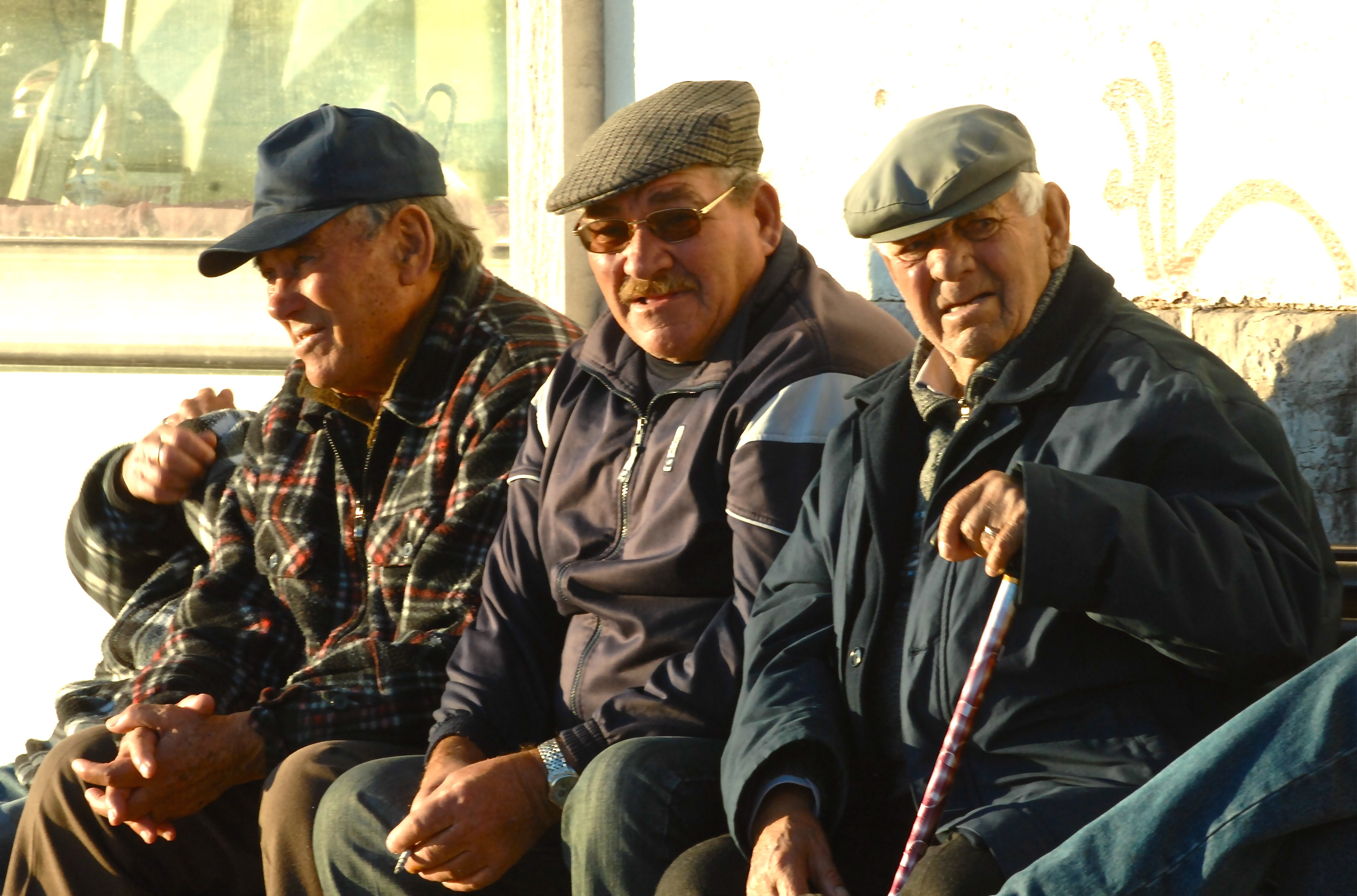
Habitantes da vila de Sesimbra.

Pexito é o nome pelo qual são conhecidos os naturais da vila de Sesimbra. Esta população, sobretudo as gerações mais velhas e a comunidade piscatória local, utiliza expressões muito peculiares, tendo um acentuado sotaque típico. Isto, por vezes, torna difícil a compreensão por quem não está familiarizado com a linguagem e hábitos locais.
Assim sendo, o nome Pexito também se referir ao sotaque e modo de falar da população local, que costuma falar alto, parecendo por vezes que está a discutir. Também os maneirismos e os comportamentos daqueles que habitam ou nasceram na vila fazem parte da identidade do "Pexito". Não se trata de um calão, como o minderico ou o barranquenho. No entanto, do "Pexito" fazem parte também alguns termos e expressões de calão, só existentes em Sesimbra.

## Expressões
No sotaque típico de Sesimbra existem determinadas particularidades como comummente acabar as palavras acabadas em o com e (ex: sogro/sogre, filho/filhe, mercado/mercade), começar as frases com "à pá" ou "à ó" e/ou acabar com 'qu'ist'atão' (que é isto então). Também é comum não usar o pronome "lhe", usando alternativas como "diz a ele", "dá a ela", "fiz a eles" e tratar os outros por "balhão", "sóçe" ou "pariga".

### Exemplos

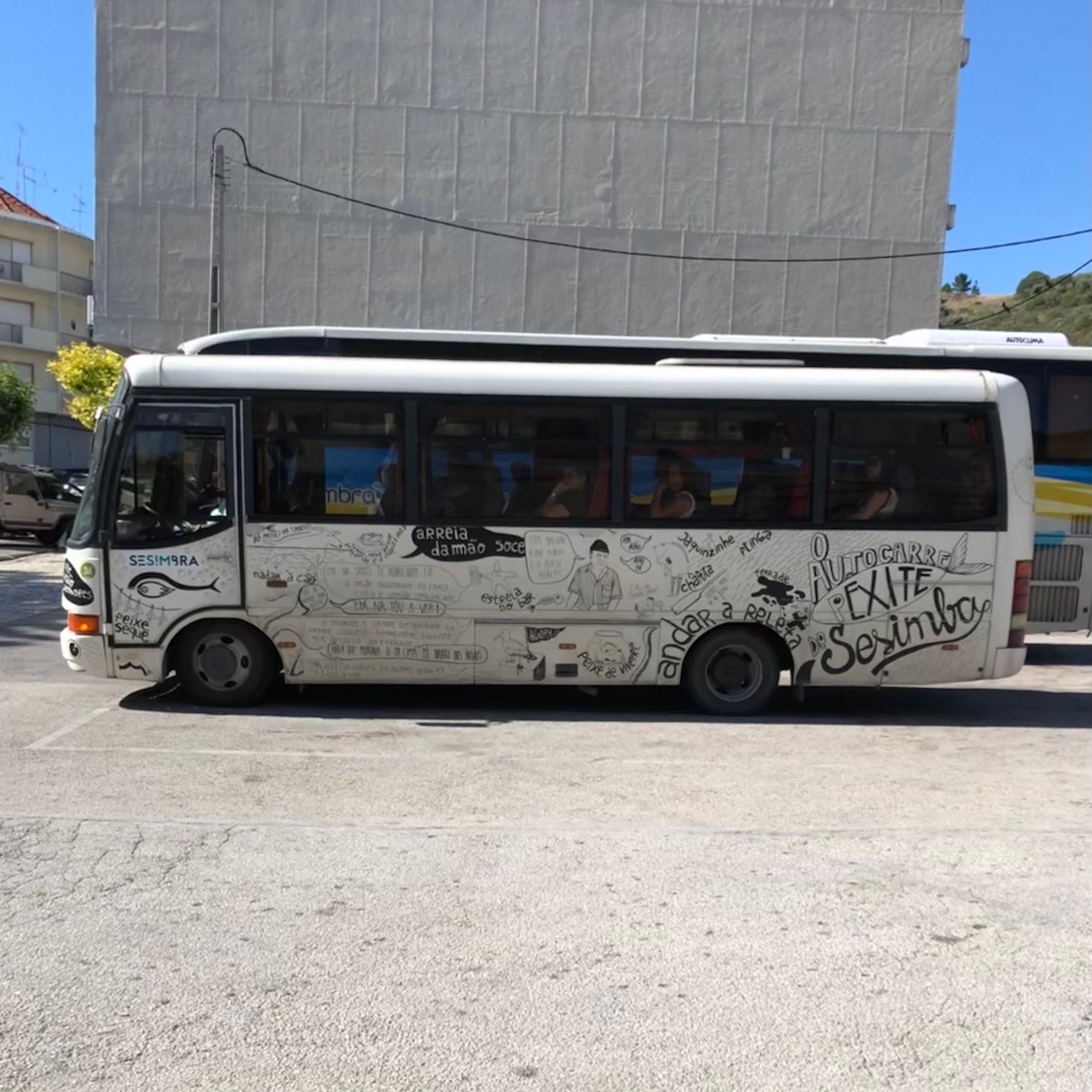
Autocarro da Câmara Municipal de Sesimbra com expressões pexitas.

- "Abe já a boca" ("não querias mais nada")
- "Açucre" (açucar)
- "Agora? Agora já a gaivota cagou da bóia" ("agora já é tarde demais")
- "Amanhar" (tirar as escamas, as barbatanas e as vísceras ao peixe)
- "Andei à'releta" (dizer que se perdeu)
- "Arreia da mão" ("larga isso")
- "Arrelampar" (preguiça/estar sem fazer nada)
- "Atão sóce!" (cumprimento rotineiro)
- "Auga" (água)
- "Balde cheie, hã!" ("só raparigas tu")
- "Càb'Mar" (Cabo da Marinha)
- "Caga lete" (natural de Setúbal)
- "Cala-ta boca" ("está calado")
- "Caminete"/"Carreira" (autocarro)
- "Có Rai!" ("com um raio!")
- "Cubrante" (mau olhado)
- "D'aquinada" ("daqui a nada")
- "Decher" ("descer")
- "É lá do campe" (para descrever alguém da freguesia do Castelo)
- "É precise é calma e mar rase" ("é preciso é calma")
- "É um molhão, hã!" (boa pescaria)
- "Eh pá! O qué que vai pá caldera?" (perguntar a alguém o que vai almoçar ou jantar)
- "Enxògar" ("enxaguar")
- "Enzol/Inzol" ("Anzol")
- "Epá balhão!" (chamar alguém)
- "Epá pariga!" ("oh rapariga")
- "Estarem quietos" ("estejam quietos")
- "Fateixa" ("âncora")
- "Há pêxe e nã há caxas" (revela abundância)
- "Irem adonde?" ("onde vão?")
- "Leva a rede toda enrolada na hélce" ("aquela leva as cuecas todas enfiadas no rego")
- "Na T´Irrites" (jogo tradicional)
- "Nã vàs ao banho?" ("Não vais dar um mergulho?")
- "P’a que horas é o avise?" (pergunta para saber a hora fixada para a embarcação zarpar, também usada para saber a hora de um encontro)
- "Qu'ist'atão senhores!" (revela desacordo e desencanto)
- "Rapá'pequeno" (criança/miúdo)
- "Reclames" (publicidade na televisão)
- "Safa já a xiga" ("espera sentado")
- "Safar a maxuxa" (desenrolar o fio de pesca)
- "Saroca" ("rapariga" ou "vagina")
- "Soçe, tás mingantar" ("estás-me a enganar")
- "Tá bél isse!" (ironia para sublinhar que algo não está bem)
- "Tá ralasse" (há muito de algo)
- "Tá tude ingatado!" (chegar a um impasse)
- "Tás com biche carapinteire" ("estás irrequieto")
- "Tás pampo, hã!" ("estás admirado")
- "Travêz pêxe assade?" (assunto repetido)
- "Vais à zagaia, hã!" (ir buscar peixe à doca, geralmente oferecido por algum amigo pescador)